# Длинномордый копьенос
Длинномордый копьенос (Platalina genovensium) — вид летучих мышей из семейства листоносых. Единственный вид рода Platalina.
Длина тела от 72 до 76 мм, длина предплечья от 46 до 50 мм, длина хвоста от 14 до 19 мм, длина стопы 12 мм, длина ушей 13 мм и вес до 47 г. Мех длинный. Окраска тела светло-коричневая, основание волосков беловатое. Морда удлинённая, с многочисленными короткими усами. Уши относительно небольшие, округлые и отделены. Зубная формула: 2/2, 1/1, 2/3, 3/3 = 34.
Скрывается в шахтах и пещерах, образуя колонии численностью до 50 особей. Питается нектаром, пыльцой и плодами кактусов Weberbauerocereus weberbaueri. Беременные самки наблюдались в сентябре.
Эндемик западного Перу. Он живет в засушливых районах на высоте до 2300 метров над уровнем моря. Часто встречается в искусственных сооружениях, таких как мосты.